# شهرستان گالیا (اوهایو)
شهرستان گالیا، اوهایو (به انگلیسی: Gallia County, Ohio) یک سکونتگاه مسکونی در ایالات متحده آمریکا است که در اوهایو واقع شده‌است.